# Матч! Арена
«Матч! Арена» (до 25 января 2016 — «Спорт-1») — общероссийский спортивный телеканал. Один из первых телеканалов производства Всероссийской государственной телевизионной и радиовещательной компании в формате телевидения высокой чёткости, входил в состав пакета неэфирных каналов ВГТРК «Цифровое телевидение». Начал тестовое вещание 10 августа 2010 года, полноценное вещание началось 14 августа 2010 года. С 13 августа 2011 года канал перешёл на круглосуточное вещание. С октября 2015 года входит в «Газпром-Медиа Холдинг».

## История

### Предыстория
- В конце декабря 2009 года стало известно о планах ВГТРК создать несколько кабельных спортивных телеканалов на смену реформированному «Спорту»[5].
- 5 августа 2010 года заместитель генерального директора ВГТРК Дмитрий Медников в интервью газете «Советский спорт» заявил, что ВГТРК запускает телеканал для трансляции матчей Английской премьер-лиги[6], права на которые были недавно выкуплены компанией[7].

Телеканал «Спорт-1» начнёт вещание в большинстве кабельных сетей с 10-11 августа пока в тестовом режиме. Сначала мы будем транслировать матчи английской премьер-лиги. Затем, вероятно, какие-то другие соревнования. В этом вопросе будем ориентироваться на пожелания аудитории. Стоимость просмотра спортивного телеканала в месяц будет составлять от десяти до двадцати рублей.
— Заместитель генерального директора ВГТРК, главный редактор телеканала «Россия-2» Дмитрий Медников

### Телеканал «Спорт-1» (2010—2016 годы)
- 10 августа 2010 года началось тестовое вещание телеканала в системе кабельного телевидения НКС.
- 14 августа 2010 года началось полноценное вещание телеканала в системе кабельного телевидения НКС.
- 24 августа 2010 года ВГТРК обратилась к «НТВ-Плюс» с предложением включить телеканал в пакет, как в формате SD, так и в HD[8].
- 29 сентября 2010 года началось вещание телеканала в пакете спутникового оператора «Платформа HD»[9], которое велось до прекращения вещания «Платформы HD» 30 июня 2012 года.
- С ноября 2011 по июнь 2012 года «Спорт 1» показывал матчи НХЛ[10].
- 1 апреля 2012 года телеканал стал доступен для подписчиков «Триколор ТВ» в HD формате[11].
- 2 апреля 2012 года телеканал стал доступен в сети МТС (IPTV в Москве).
- 1 мая 2012 года телеканал стал доступен на платформе «НТВ-Плюс» в форматах SD и HD[12].
- С сезона 2012/2013 на канале начался показ матчей футбольной сборной Германии[13].
- С сезона 2013/2014 эксклюзивные права на показ матчей Английской премьер-лиги перешли к «НТВ-Плюс»[14]. Глава дирекции спортивного вещания ВГТРК Дмитрий Анисимов заявил, что ВГТРК планирует заменить премьер-лигу другими спортивными событиями[15][16].
- В сезоне 2013/2014 телеканал транслировал игры чемпионата Франции по футболу (Лига 1, 6 матчей в туре).

### Телеканал «Матч! Арена» (с 2016 года)
- В октябре 2015 года телеканал «Спорт-1» перешёл под управление АО «Газпром-Медиа Холдинг»[1] и стал частью субхолдинга «Матч». В ходе подготовки сделки было объявлено, что «НТВ-Плюс» планирует ребрендинг  спортивных каналов[17][18].
- 25 января 2016 года телеканал «Спорт-1» переименован в «Матч! Арена»[19][20].

## Программная сетка

### ВГТРК
- Летние Олимпийские игры 2012 и Зимние Олимпийские игры 2014
- Летняя Универсиада 2013 (только игровые виды)
- Футбол:
  - Кубок Германии (с сезона 2012/2013)
  - Кубок Англии
  - ЧМ-2014 (отборочный турнир в Европе, включая часть матчей с участием сборной России)
  - Кубок Либертадорес (с сезона 2013)
  - Кубок конфедераций 2013
  - Южноамериканский кубок (с 2013 года)
  - Чемпионат Франции по футболу (с сезона 2013/2014, 6 матчей в туре)[21][22]
  - Чемпионат Нидерландов по футболу (с сезона 2014/2015)[23]
  - Кубок Английской лиги (с сезона 2014/2015)[24]
  - Квалификация Лиги Чемпионов и Лиги Европы
  - Суперкубок Англии (с 2011 года)
  - Суперкубок Испании
  - Кубок России
- Американский футбол: NFL 2015—2016
- Биатлон: КМ и ЧМ, Гонка чемпионов (с 2010/2011)
- Хоккей:
  - Континентальная хоккейная лига (матч на Кубок Открытия, все матчи Финала Кубка Гагарина)
  - Чемпионат мира (начиная с 2011 года)
- Бокс: рейтинговые бои, бои за звания чемпионов мира.
- Лёгкая атлетика: ЧМ (2011, 2013)
- Автоспорт:
  - Формула-Рено (с сезона 2013)
  - Суперкубок Порше (с сезона 2013)
  - DTM (с сезона 2014)
  - IndyCar (с гонки «500 миль Индианаполиса» 2014)
  - TCR (получасовые обзоры)[25]
- Горнолыжный спорт: ЧМ (2011, 2013)
- Волейбол: Кубок Чемпионов (2013, мужчины и женщины)
- Теннис:
  - Итоговый чемпионат WTA 2013
  - Уимблдонский турнир
- Баскетбол:
- Евролига (баскетбол)
- Смешанные боевые искусства (MMA): Ultimate Fighting Championship[26]

#### Ранее транслировались
- Футбол:
  - ЧМ-2010 (повторы лучших матчей)
  - Английская Премьер-лига (с сезона 2010/2011 до сезона 2012/2013, почти все матчи)
  - Кубок Англии (с сезона 2010/2011 до сезона 2012/2013)
  - ЧЕ-2012 (отборочные матчи и все матчи финальной части)
  - ЧМ U-17 — 2011
  - ЧМ U-20
  - ЧМ среди женщин — 2011
- Хоккей:
  - Кубок Карьяла 2010 (в рамках Еврохоккейтура).
  - Национальная хоккейная лига (сезон 2011/2012)[10]
- Баскетбол: Единая лига ВТБ (только сезон 2010/2011)
- Бобслей/Скелетон: КМ-2010/2011
- Волейбол: ЧМ-2010 среди мужчин и женщин
- Теннис: Кубок Кремля 2010, Ролан Гаррос 2011
- Фигурное катание: ЧМ-2011
- Автоспорт: Формула-1 (2011—2015[27])

#### Передачи
- «Мир премьер-лиги» (до сезона 2012/2013)
- «Перед туром» (до сезона 2012/2013 чемпионата Англии, с сезона 2013/2014 чемпионата Франции)
- «Обзор тура» (до сезона 2012/2013 чемпионата Англии, с сезона 2013/2014 чемпионата Франции)

### Газпром-Медиа Холдинг
- Лига чемпионов УЕФА (со 2 ноября 2015)
- Формула-1 (с 2016)[28]
- IRL IndyCar (с гонки «Гран-при Лонг-Бич» 2016)
- Киберспорт: Mid-Season Invitational (League of Legends, 2017)[29]

## Сотрудники

### Комментаторы
- Сергей Акулинин (комментатор футбола)
- Евгений Алдонин (комментатор футбола)
- Нобель Арустамян (комментатор футбола)
- Ян Баранчук (комментатор единоборств)
- Артём Батрак (комментатор хоккея)
- Владислав Батурин (комментатор футбола, корреспондент)
- Аркадий Белый (комментатор мини-футбола)
- Ольга Богословская (комментатор лёгкой атлетики и шорт-трека, корреспондент)
- Александр Бойков (комментатор хоккея)
- Олег Васильев (комментатор фигурного катания)
- Алексей Володин (комментатор единоборств)
- Максим Воронов (комментатор единоборств)
- Сергей Воронов (комментатор фигурного катания)
- Дмитрий Гараненко (комментатор баскетбола)
- Константин Генич (комментатор футбола)
- Татьяна Грачёва (комментатор волейбола)
- Александр Гришин (комментатор футбола, фигурного катания, корреспондент)
- Дмитрий Губерниев (комментатор биатлона)
- Александр Гуськов (комментатор хоккея)
- Роман Гутцайт (комментатор футбола)
- Кирилл Дементьев (комментатор футбола)
- Сергей Дерябкин (комментатор бобслея и скелетона)
- Рой Джонс (аналитик и комментатор бокса)
- Григорий Дрозд (комментатор бокса)
- Александр Елагин (комментатор футбола)
- Олег Жолобов (комментатор водного поло)
- Тимур Журавель (комментатор футбола, корреспондент)
- Дмитрий Жичкин (комментатор хоккея)
- Павел Занозин (комментатор футбола и кёрлинга)
- Владимир Иваницкий (комментатор единоборств)
- Денис Казанский (комментатор футбола и хоккея)
- Владимир Касторнов (комментатор волейбола)
- Эльвин Керимов (комментатор футбола)
- Наталья Кларк (комментатор хоккея, корреспондент)
- Елизавета Кожевникова (комментатор горнолыжного спорта и фристайла)
- Андрей Кондрашов (комментатор лыжных гонок)
- Кирилл Корнилов (комментатор хоккея)
- Илона Корстин (комментатор баскетбола)
- Денис Косинов (ведущий передачи «Рио ждёт»)
- Сергей Кривохарченко (комментатор футбола)
- Роман Мазуров (комментатор единоборств)
- Анна Макарова (комментатор бобслея и скелетона)
- Дмитрий Матеранский (комментатор баскетбола, корреспондент)
- Алексей Мельников (комментатор волейбола)
- Михаил Мельников (комментатор хоккея с мячом)
- Александр Метревели (комментатор тенниса)
- Алексей Михайлов (комментатор футбола и тенниса)
- Олег Мосалёв (комментатор хоккея)
- Михаил Моссаковский (комментатор футбола, корреспондент)
- Анатолий Мышкин (комментатор баскетбола)
- Роман Нагучев (комментатор футбола, ведущий)
- Сергей Наумов (комментатор водного поло)
- Александр Неценко (комментатор футбола и хоккея)
- Руслан Нигматуллин (комментатор футбола)
- Геннадий Орлов (комментатор футбола)
- Денис Панкратов (комментатор лыжных гонок)
- Руслан Пименов (комментатор футбола)
- Михаил Поленов (комментатор футбола, корреспондент)
- Алексей Попов (комментатор Формулы-1)
- Михаил Решетов (комментатор баскетбола)
- Игорь Семшов (комментатор футбола)
- Максим Сенаторов (комментатор футбола)
- Роман Скворцов (комментатор хоккея, баскетбола и биатлона)
- Борис Скрипко (комментатор бокса)
- Григорий Стангрит (комментатор бокса)
- Владимир Стецко (комментатор волейбола)
- Татьяна Тарасова (комментатор фигурного катания)
- Софья Тартакова (комментатор тенниса)
- Григорий Твалтвадзе (комментатор тяжёлой атлетики)
- Тарас Тимошенко (комментатор лыжных гонок)
- Александр Ткачёв (комментатор хоккея)
- Илья Трифанов (корреспондент)
- Роман Трушечкин (комментатор футбола и кёрлинга)
- Дмитрий Фёдоров (комментатор хоккея)
- Вадим Фурсов (комментатор единоборств)
- Александр Хаванов (комментатор хоккея)
- Иоланда Чен (комментатор лёгкой атлетики и прыжков на лыжах с трамплина)
- Георгий Черданцев (комментатор футбола)
- Игорь Швецов (комментатор конькобежного спорта)
- Александр Ширко (комментатор футбола)
- Александр Шмурнов (комментатор футбола)
- Дмитрий Шнякин (комментатор футбола)

## Бывшие комментаторы
- Алексей Андронов (2015—2016, футбол)
- Арташес Антонян (2012—2015, футбол)
- Дмитрий Дуличенко (2010—2011, футбол)
- Илья Казаков (2010—2015, футбол)
- Никита Ковальчук (2012—2015, футбол)
- Владимир Стогниенко (2010—2016, футбол)
- Денис Стойков (2010—2015, современное пятиборье)
- Наталья Фабричнова (2012—2015, Формула-1)

### Умершие
- Сергей Гимаев (2010—2017, хоккей)
- Анна Дмитриева (комментатор тенниса)
- Юрий Розанов (комментатор футбола и хоккея)

## Распространение сигнала
Входит в состав дополнительного мультиплекса, запущенного 15 января 2015 года в Москве на 34 ТВК.

### Кабельные и IP-сети
См. карточку канала справа.
Ведутся переговоры с другими крупными кабельными («Мультирегион», «Искрателеком» и компаниями, входящими в состав «Связьинвеста») и спутниковыми операторами.
Телеканал также вещает в сети Онлайм (НКС) на 281-й кнопке в базовом тарифе и на 456-й кнопке в HD-тарифе.
С конца декабря 2010 канал вещает в сети «АКАДО» в формате SD и в отдельном пакете в HD формате. Однако, с 30 сентября 2011 года по 29 февраля 2012 года канал «Спорт-1» в формате SD был временно исключён из сети «АКАДО» по неизвестным причинам. HD-версия канала осталась.

### Спутниковые сети
Телеканал вещает в обычном качестве и в формате 16:9 на спутниковых платформах «Континент ТВ» и «МТС ТВ», а также в HD-формате (1920×1080, 16:9) на «Телекарта», «Актив ТВ», «НТВ-Плюс».